# Rothmannia longiflora
Rothmannia longiflora es una especie de pequeño árbol perteneciente a la familia de las rubiáceas. Se encuentra en África.

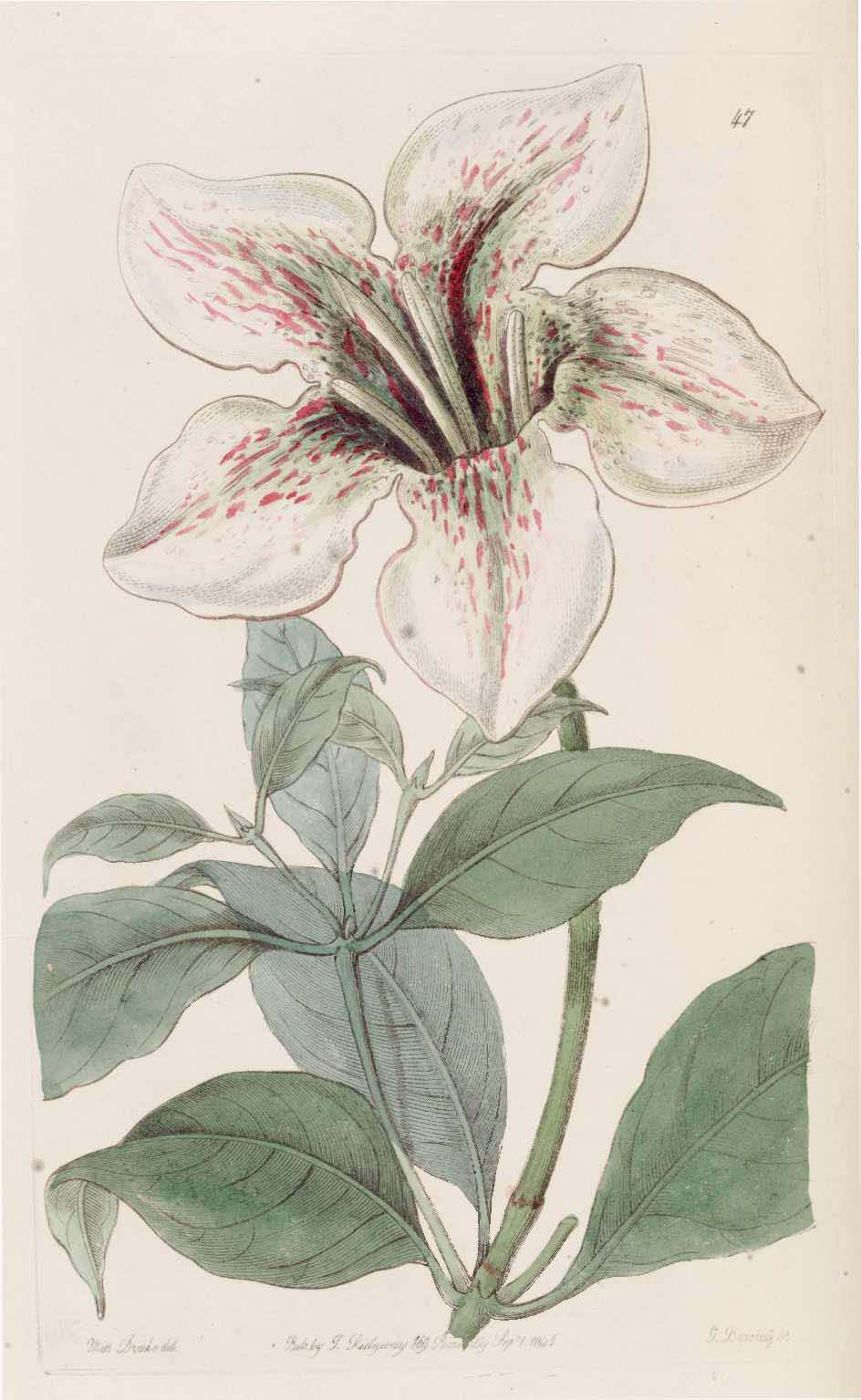
Ilustración

## Descripción
Es un arbusto o árbol pequeño de hoja caduca que alcanza un tamaño de hasta 12 m de alto.  Con hojas y estípulas membranosas visibles y persistente, y fragantes flores, con la corola blanca, convirtiéndose a crema con la edad, con manchas rojas entre los lóbulos.

## Distribución
Se distribuye en África por Angola, Camerún, Congo, Sudán y Uganda.

## Taxonomía
Rothmannia longiflora fue descrita por Richard Anthony Salisbury y publicado en The Paradisus Londinensis t. 65, en el año 1807.
Etimología
Rothmannia: nombre genérico que fue otorgado en honor de Göran Rothman (1739–1778).
longiflora: epíteto latín que significa "con grandes flores"
Sinonimia
- Gardenia jasminiflora Zipp. ex Span.
- Gardenia speciosa A.Rich.
- Gardenia stanleyana Hook. ex Lindl.
- Randia longiflora (Salisb.) Durand & Schinz
- Randia maculata DC.
- Randia sapinii De Wild.
- Randia spathacea De Wild.
- Randia stanleyana (Hook. ex Lindl.) Walp.
- Randia thomasii Hutch. & Dalziel
- Rothmannia maculata (DC.) Fagerl.
- Rothmannia stanleyana (Hook. ex Lindl.) Benth.
- Solena maculata (DC.) D.Dietr.[5]